# Moosschmuckzikade

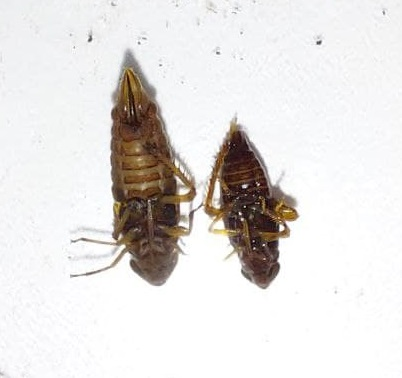
Ventralansicht eines adulten Exemplars und einer Nymphe

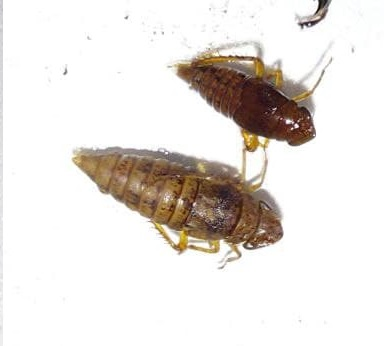
Ein adultes Exemplar und eine Nymphe in Dorsalansicht

Die Moosschmuckzikade (Errhomenus brachypterus), auch Sonderbare Zikade genannt, ist eine Insektenart der zu den Zikaden gehörenden Schmuckzikaden und in Zentraleuropa verbreitet.

## Merkmale
Die Larven erreichen Längen von etwa 4–5 mm, adulte Exemplare werden etwa 7–10 mm lang. Der Körper ist von einer braunen Grundfarbe und kann teilweise lebhaft gefleckt sein. Die Deckflügel sind nur stummelhaft ausgebildet, Unterflügel sind nicht vorhanden, die Tiere sind daher flugunfähig. Es besteht ein ausgeprägter Geschlechtsdimorphismus. Bis zum Adultstadium werden 4–5 Häutungen durchlaufen.

## Verbreitung und Lebensraum
Die Art ist aus Frankreich, den Niederlanden, Belgien, Luxemburg, Deutschland, der Schweiz, Österreich, Italien, Slowenien, Polen, der Slowakei und Montenegro bekannt. Vermutlich ist sie noch weiter in Zentral- und Osteuropa verbreitet. Zur Gefährdung in Deutschland liegen nicht genügend Daten vor.
Aufgrund der vermuteten monophagen Lebensweise an Wald-Reitgras ist anzunehmen, dass sich der Lebensraum mit dem der Wirtspflanze deckt. Dazu zählen vor allem schattige Laubwälder (bevorzugt mit Rotbuche), Waldschläge und Hochstaudenfluren, bevorzugt von Gebirgslagen bis in die Voralpen, seltener auch im Tiefland. Im Bayerischen Wald wurde die Art in Barberfallen in Fichten-Tannen-Mischwäldern in einer Höhe von 740 m gefunden sowie im Böhmerwald auf Störungsflächen eines ehemaligen Fichten-Tannen-Mischwaldes in einer Lage von 1136 m Höhe. Im Grenzgebiet von Italien und Österreich sind Funde bekannt aus lichten Stellen im Grase der Nadelwälder. Auch aus Buchen- und Mischwäldern der subalpinen Zone sowie Bergkiefer- und Grün-Erlenbeständen oberhalb der Waldgrenze ist die Art bekannt. Im Kärnten liegen die Fundorte der Art zwischen 650 und 2200 m Höhe. Auch im trockenen Falllaub von Buchen und in Dolinen gelangen Nachweise der Art. Die Moosschmuckzikade scheint ein hohes Feuchtigkeitsbedürfnis zu haben. Im Wienerwald wurde in Barberfallen in Buchen-, Eichen- und Schwarzföhrenwäldern ebenfalls häufig die Moosschmuckzikade nachgewiesen.

## Lebensweise
Adulte und Nymphen leben nach Ansicht mancher Autoren monophag an Wald-Reitgras (Calamagrostis arundinacea). Nach Ansicht anderer Autoren lebt die Art polyphag an Feinwurzeln, wie den Wurzeln verschiedener Bäume. Sie ist somit in jedem Falle terricol (bodenbewohnend). Die Art ist nachtaktiv und überwintert im Larven- oder Adultstadium. Pro Jahr werden ein bis zwei Generationen ausgebildet. Die standortgebundenen Tiere sind wenig laufaktiv und bewegen sich kriechend oder hüpfend über den Waldboden. Die Larven der Art findet man zur Zeit des Bergfrühlings auffallenderweise im nassen Quellmoos, in feuchten Laublagen am Rande von Quellen, unter Latschen und seltener auch Rhododendren. Die Entwicklung zur Imago erfolgt an geschützten Waldstellen mit Unterholzbildung bis zum Hochsommer. Mitunter früher anzutreffende Imagines stammen vom Vorjahr, sind nicht zur Begattung gelangt und am Leben geblieben. Zu Vermehrungszwecken können in seltenen Fällen auch Massenauftreten im Spätsommer auftreten. An Standorten mit Vorkommen der Moosschmuckzikade wurde auch häufig der Landblutegel Xerobdella lecomptei nachgewiesen. Ein ökologischer Zusammenhang ist bisher jedoch unbekannt.

## Taxonomie
Synonyme der Art lauten Errhomenellus brachypterus (Fieber, 1866), Errhomenellus flavopunctatus Melichar, Errhomenellus flavovarius Melichar,  1914 und Errhomenus helveticus Fieber, 1866.